# Krzysztof Kowalik
Krzysztof Kowalik (ur. 28 grudnia 1971 w Dzierzgoniu) – polski piłkarz występujący na pozycji obrońcy.

## Kariera klubowa
Kowalik karierę rozpoczynał w Powiślu Dzierzgoń. Następnie, od 1991 roku grał w Polonii Elbląg. Po dwóch latach wrócił do Powiśla, a w 1995 roku został graczem Jezioraka Iława. Rundę jesienną sezonu 1996/1997 spędził w Pomezanii Malbork, a potem wrócił do Jezioraka, którego barwy reprezentował do rundy jesiennej sezonu 1999/2000.
Na początku 2000 roku Kowalik przeszedł do niemieckiego zespołu FC Carl Zeiss Jena grającego w Regionallidze. Po spadku Jeny do Oberligi w sezonie 2000/2001, Kowalik odszedł do VfL Osnabrück (Regionalliga). Spędził tam sezon 2001/2002, a następnie przeniósł się do drugoligowego SV Waldhof Mannheim. W 2. Bundeslidze zadebiutował 10 września 2002 w przegranym 0:2 meczu z Eintrachtem Trewir. W Mannheim występował przez jeden sezon.
W 2003 roku odszedł do VfB Pößneck z Oberligi, a w 2004 roku ponownie dołączył do zespołu FC Carl Zeiss Jena, także występującego Oberlidze. W sezonie 2004/2005 awansował z nim do Regionalligi, a w sezonie 2005/2006 do 2. Bundesligi. Graczem Jeny Kowalik był do końca sezonu 2006/2007. Następnie grał w VfB Pößneck, TSV Grebenhain oraz FSV Grün-Weiß Stadtroda.